# Listă de lucrări space opera
Opera sau epopeea spațială (termenul provine din englezescul space opera) era forma tipică de science fiction apărută în SUA la sfârșitul anilor 1920, și apoi practicată în perioada 1930-1945 de foarte mulți scriitori americani, când în revistele pulp apar mai multe asemenea texte, cum ar fi Tryplanetary de E. E. Smith, The Legion of Space de Jack Williamson sau The Star Kings de Edmond Hamilton.

## Literatură
Romane și serii
- Seria Skylark[1] (1928–1965) și Seria Lensman[2] (1934–1948) de E. E. "Doc" Smith
- Arcot, Wade and Morey (1930-32) de John W. Campbell [3]
- Seria Fundația (1942–1999) de Isaac Asimov et. al.[4]
- Romanele din Universul Elitelor (1980–98) de David Brin[5]
- Seria Jocul lui Ender's (1985–prezent) de Orson Scott Card
- Saga Vorkosigan (1987–prezent) de Lois McMaster Bujold[5]
- The Culture (1987–prezent)[6] și The Algebraist (2004)[7] de Iain M. Banks
- Hyperion Cantos (1989–1996) de Dan Simmons[8]
- Zonele Gânditoare (1992)[8] și A Deepness in the Sky (1999)[9] de Vernor Vinge
- Les Guerriers du silence (1993–1995) de Pierre Bordage[10]
- Universul Alianță-Uniune (1976-prezent) și Universul Străinului (1994-prezent) de C. J. Cherryh
- Revelation Space series (2001–2007) de Alastair Reynolds [11]
- Saga of Seven Suns (2002–2008) de Kevin J. Anderson[12]
- Pandora's Star (2004–2005) de Peter F. Hamilton[13]
- The Phoenix Odyssey (2011–) de James Monaghan[14]
- Drumul lui Icar de Liuben Dilov[15]

Antologii și colecții
- Space Opera, ed. Brian Aldiss (1974)
- The Space Opera Renaissance (2006) ed. David G. Hartwell și Kathryn Cramer
- The New Space Opera de Gardner Dozois și Jonathan Strahan (2007)

Ficțiune scurtă
- Seria "Buck Rogers" (1928–prezent) de Philip Francis Nowlan și alții [16]

- Seria "Berserker" (1967–2005) de Fred Saberhagen[17]

- Seria "Perry Rhodan" (1961–prezent) în germană de K. H. Scheer și Clark Darlton.

Manga
- Legend of the Galactic Heroes (1982–2000) de Yoshiki Tanaka

Benzi desenate
- The Incal (1981–prezent) de Alejandro Jodorowsky
- Metabarons (1992–2003) de Alejandro Jodorowsky
- Adam Warlock (1975–1977) de Jim Starlin
- Dreadstar (1980–1988) de Jim Starlin

## Cinematografie și televiziune
- Star Trek (1966–prezent) creat de Gene Roddenberry
- Star Wars (1977–prezent) creat de George Lucas [18]
- Battlestar Galactica (1978–1979 și 2004–2009) creat de Glen A. Larson & Ronald D. Moore[19][20][21]
- Starchaser: The Legend of Orin (1985) creat de Jeffrey Scott
- Babylon 5 (1993–1998) creat de J. Michael Straczynski [18]
- Stargate (1994-2011[22]) creat de Roland Emmerich și Dean Devlin
- Farscape (1999–2003) creat de Rockne S. O'Bannon[23]
- Titan A.E. (1999) creat de Ben Edlund, John August și Joss Whedon
- Andromeda (2000–2005) creat de Gene Roddenberry

## Anime
- Memories (film), episodul 1 Magnetic Rose o Capodoperă a Space Opera, regia Koji Morimoto.
- Space Battleship Yamato, creat de Yoshinobu Nishizaki și Leiji Matsumoto[24]
- Macross, creat de Kawamori Shoji,[25] și contrapartida sa americană Robotech, adaptat de Carl Macek
- Space Pirate Captain Harlock, creat de Leiji Matsumoto[26][27]
- Galaxy Express 999, creat de Leiji Matsumoto[26][27]
- Legend of the Galactic Heroes, original roman ușor creat de Yoshiki Tanaka[28]
- Mobile Suit Gundam, creat de Yoshiyuki Tomino
- Tytania, original roman ușor creat de Yoshiki Tanaka[28]
- Eureka Seven, creat de Dai Satō
- Crest of the Stars și Banner of the Stars, original roman ușor creat de Hiroyuki Morioka[29]
- Irresponsible Captain Tylor, original roman ușor creat de Hitoshi Yoshioka[30]
- Space Adventure Cobra, creat de Buichi Terasawa
- Vandread, creat de Gonzo și Media Factory
- Toward the Terra, serie originală manga de Keiko Takemiya
- Outlaw Star, creat de Takehiko Itō
- Cowboy Bebop, creat de Shinichirō Watanabe
- Crest of the Stars, creat de Hiroyuki Morioka

## Pe scenă
- Space Opera (Opera)[31]
- Opera Galactica (Opera)[32]

## Jocuri de tablă
- Stellar Conquest (1974)
- BattleTech (1984–prezent) FASA Corporation.
- Renegade Legion (1989–1993) FASA Corporation.
- Warhammer 40,000 (1987–prezent) Games Workshop.
- Twilight Imperium (1998-prezent) Fantasy Flight Games
- Race for the Galaxy (2007-prezent) Rio Grande Games

## Jocuri cu cărți
- Star Trek Customizable Card Game
- Star Wars Customizable Card Game
- WARS Trading Card Game

## Jocuri de rol
- Eclipse Phase
- Starblazer Adventures
- Traveller
- WARS

## Jocuri video
- StarCraft (1998-prezent) creat de Blizzard Entertainment
- X (serie de jocuri) (1999–prezent) creat de Egosoft
- Homeworld (1999-2003) creat de Relic Entertainment
- Starlancer (2000) și Freelancer (2003) creat de Digital Anvil
- Halo (2001–prezent) creat de Bungie
- EVE Online (2003–prezent) creat de CCP Games
- Star Wars: Knights of the Old Republic (2003–prezent) creat de LucasArts și BioWare
- Xenosaga (2003–2006) creat de Monolith Soft
- Advent Rising (2005) creat de Majesco
- Sword of the Stars (2006) creat de Kerberos Productions
- Mass Effect (2007–prezent) creat de BioWare[33]
- Sins of a Solar Empire (2008-prezent)
- Infinite Space (2009) creat de Nude Maker
- Darkstar: The Interactive Movie (2010) creat de Parallax Studio